# Vaux-sous-Chèvremont
Vaux-sous-Chèvremont (Waals: Li Vå-dzo-Tchivrimont) is een plaats in de Belgische provincie Luik en een deelgemeente van Chaudfontaine gelegen aan de Vesder. Tot 1 januari 1977 was het een zelfstandige gemeente.

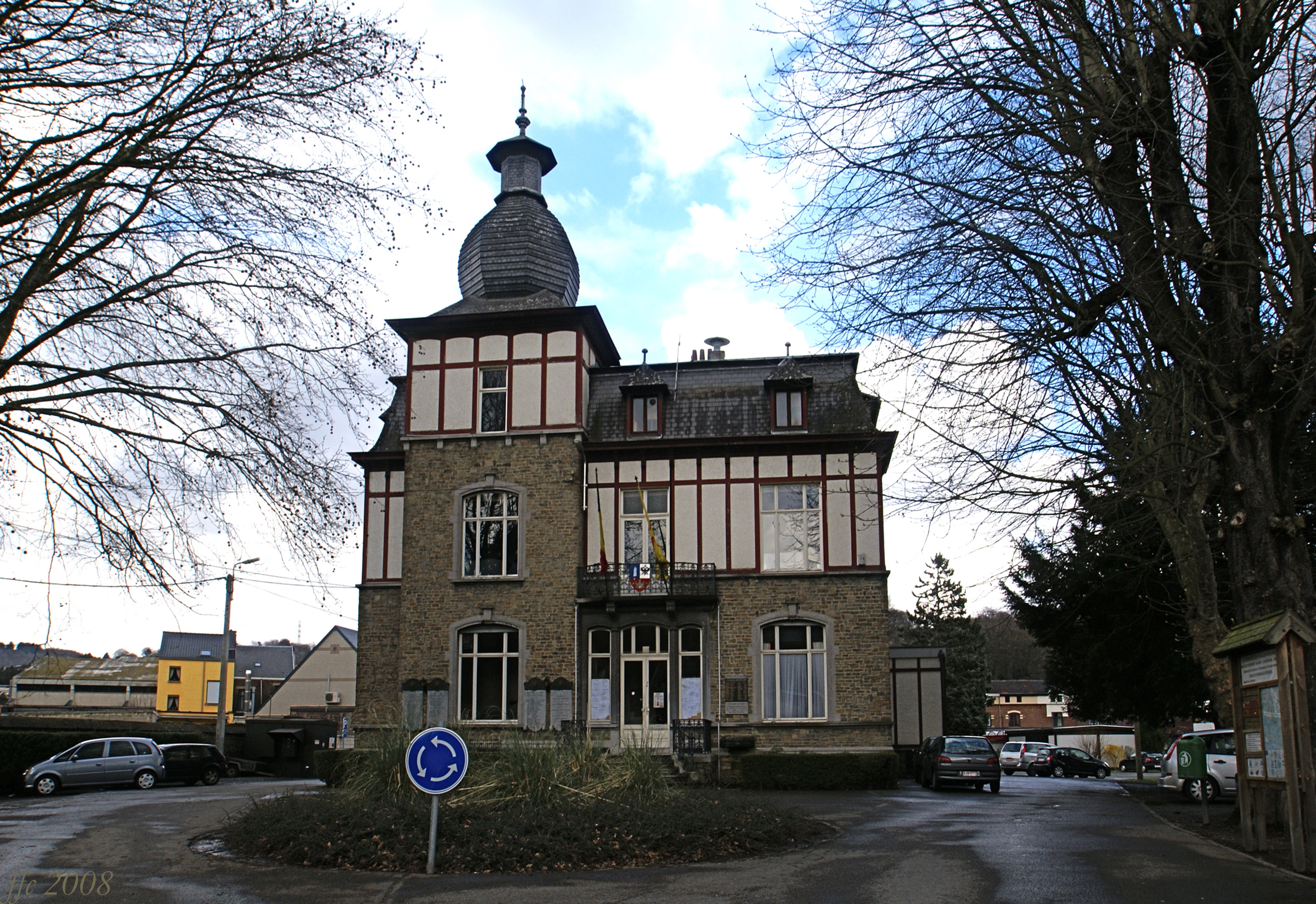
Voormalig gemeentehuis, nu administratieve onderafdeling van Chaudfontaine

## Geschiedenis
Vaux-sous-Chèvremont bestaat uit het dorp Vaux, dat aan de Vesder is gelegen en een eeuwenlange industriële geschiedenis kent, en Chèvremont, dat ligt op een strategische heuvel boven Vaux en een voormalige burcht en abdij, en tegenwoordige basiliek met klooster, historische kapel en bedevaartplaats is. De volledige naam van het dorp betekent dus: Vaux beneden Chèvremont, dit ter onderscheid van andere plaatsen met de naam Vaux. Voor de geschiedenis van  Chèvremont, zie de beschrijving van de Onze-Lieve-Vrouwebasiliek.
Vaux heeft ook diverse industriebedrijven gekend. Industriële bedrijven Er werd buskruit vervaardigd, en er waren smederijen en walserijen. Ook was het mijnbouwbedrijf Société anonyme des Charbonnages de Gosson-Kessales hier actief.

## Demografische ontwikkeling
- Bronnen:NIS, Opm:1831 tot en met 1970=volkstellingen, 1976= inwoneraantal op 31 december

## Bezienswaardigheden
- De Onze-Lieve-Vrouwebasiliek, te Chèvremont
- De Onze-Lieve-Vrouwekapel te Chèvremont
- De Onze-Lieve-Vrouwekerk te Vaux
- De Moulin Curtius, een voormalige watermolen
- De Maka et Laminoir de Henne, een voormalige watermolen
- Het Fort Chaudfontaine, een der Forten rond Luik

## Natuur en landschap
Vaux-sous-Chèvremont ligt grotendeels op de rechteroever van de Vesder en een klein deel (Henne) ligt op de linkeroever. Vooral ten oosten van het dorp liggen steile hellingen en hellingbossen, zoals het Bois de la Rochette met het dal van de Ruisseau de Geloun, en het Bois de la Fahe.
Vaux-sous-Chèvremont ligt aan de oostrand van de Luikse agglomeratie.

## Verkeer en vervoer
In Vaux-sous-Chèvremont ligt de westelijke tunnelingang van de tunnel van Soumagne, de langste spoorwegtunnel van België. De tunnel is het meest in het oog springende infrastructuuronderdeel van de hogesnelheidslijn HSL 3.

## Sport
Voetbalclub Racing Club Vaux is aangesloten bij de KBVB en actief in de provinciale reeksen. In de 20ste eeuw speelde in Vaux voetbalclub RAC Chèvremontois, dat begin jaren 50 twee seizoenen in de nationale reeksen speelde. De club verdween rond de eeuwwisseling in een paar fusies van clubs uit Chaudfontaine.

## Bekend persoon
De organist, muziekpedagoog en componist Fernand Mawet (1870-1945) is hier geboren.

## Nabijgelegen kernen
Chênée, Embourg, Chaudfontaine, Beyne-Heusay, Romsée